# Кобильниці
Кобильниці (словац. Kobylnice) — село в Словаччині, Свидницькому окрузі Пряшівського краю. Розташоване в північно-східній частині Словаччини в Низьких Бескидах в долині правосторонньої притоки Топлі.
Уперше згадується у 1363 році.

## Пам'ятки
У селі є стара греко-католицька церква святого Архангела Михаїла з 1788 року в стилі пізнього бароко. Перебудована у 1825 та 1892 році в стилі класицизму. З 1963 року національна культурна пам'ятка.
Крім неї є ще нова греко-католицька церква святого Архангела Михаїла з 21 століття.

## Населення
| Рік:            | 1994. | 2004. | 2014.    | 2024.    |
| --------------- | ----- | ----- | -------- | -------- |
| Кількість осіб: | 100   | 109   | 98       | 85       |
| Різниця:        |       | +9 %  | -10,09 % | -13,26 % |

| Рік:            | 2023. | 2024.   |
| --------------- | ----- | ------- |
| Кількість осіб: | 89    | 85      |
| Різниця:        |       | -4,49 % |

В селі проживає 94 осіб.
Національний склад населення (за даними останнього перепису населення — 2001 року):
- словаки — 99,11%

Склад населення за приналежністю до релігії станом на 2001 рік:
- греко-католики — 85,71%,
- римо-католики — 11,61%,
- православні — 1,79%,
- протестанти — 0,89%,

### Видатні постаті
- Михайло Роман — професор, викладач української мови та літератури, історії в Пряшівському та Банськобистрицькому університетах, публіцист, перекладач